# Суррогаты алкоголя
Суррога́ты алкого́ля — различные жидкости, не предназначенные для внутреннего употребления, но, тем не менее, использующиеся взамен алкогольных напитков (в том числе из-за доступности и меньшей цены). Употребление суррогатов типично для поздних стадий алкоголизма. В годы СССР суррогаты алкоголя часто употреблялись в рабочее (служебное) время сотрудниками (военнослужащими) на режимных объектах, куда пронести алкоголь было невозможно или затруднительно, а спиртосодержащие жидкости использовались в рабочем процессе.
Помимо этанола, в состав суррогатов часто входят компоненты, которые могут причинять существенный вред здоровью. Употребление суррогатов алкоголя часто приводит к отравлениям, нередко со смертельным исходом.

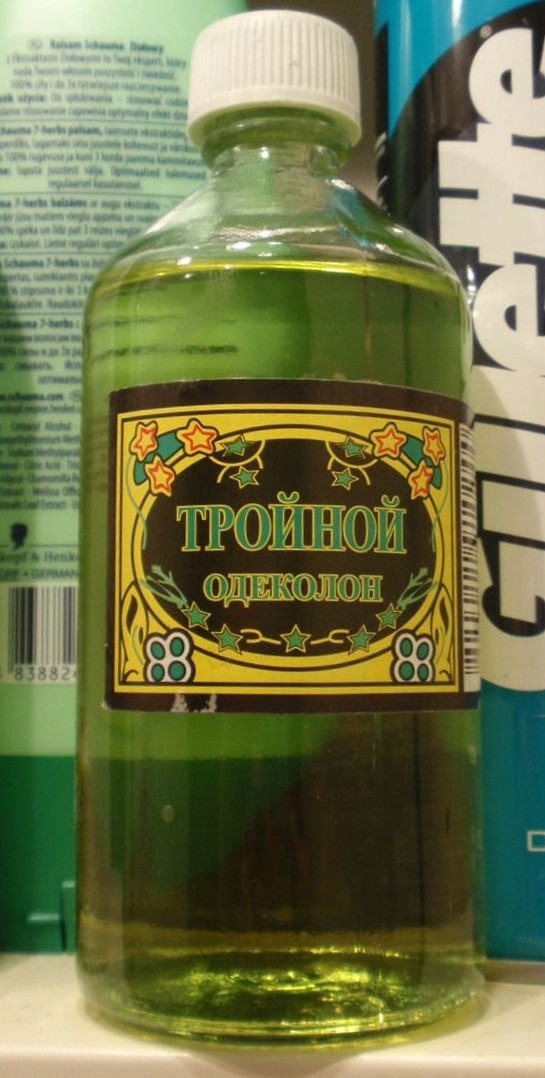
«Тройной одеколон» — один из суррогатов алкоголя

## Виды суррогатов
По наличию этилового спирта:
- Спиртосодержащие — различная парфюмерия, лекарственные настойки, технический спирт (денатурат);
- Содержащие смеси спиртов — клей БФ, гидравлические жидкости (включая тормозные ЭСК и БСК);
- Не содержащие этилового спирта — ацетон, дихлофос, этиленгликоль.

По степени опасности:
- Малоопасные: одеколоны, лосьоны, непищевой этиловый спирт (этилгидрат, не содержащий метанола и альдегидов в виде примесей). Лекарства, содержащие этиловый спирт (Корвалол, настойки боярышника, пустырника и другие). Изопропанол.
- Среднеопасные: технические жидкости на основе этилового спирта (нитхинол, клей БФ)
- Очень опасные: метиловый спирт, этиленгликоль, дихлорэтан, бензин, дихлофос и жидкости, их содержащие.

По способу подготовки к употреблению:
- Пригодные к употреблению без подготовки — лекарственные настойки, парфюмерия;
- Требующие разделения фракций — клей БФ, спиртово-масляные гидравлические жидкости;
- Требующие химической очистки (например, окисления марганцовкой или перекисью водорода) — нитхинол , дихлорэтан.

## Дополнительные источники
- Сметана Л. М. Ядовитые технические жидкости // Здоровье : журнал. — 1969. — № 5. — С. 20.
- Россияне пьют косметический «Боярышник» — РБК daily, 22.01.2010.